# Вашингтон (округ, Нью-Йорк)
Шаблон:StateAbbr_ 43°19′23″ пн. ш. 73°25′41″ зх. д. / 43.323151° пн. ш. 73.428187° зх. д.
Округ Вашингтон (англ. Washington County) — округ (графство) у штаті Нью-Йорк, США. Ідентифікатор округу 36115.

## Історія
Округ утворений 1772 року.

## Демографія
За даними перепису 
2000 року 
загальне населення округу становило 61042 осіб, зокрема міського населення було 18091, а сільського — 42951.
Серед мешканців округу чоловіків було 31301, а жінок — 29741. В окрузі було 22458 домогосподарств, 15798 родин, які мешкали в 26794 будинках.
Середній розмір родини становив 3,01.
Віковий розподіл населення поданий у таблиці:
| Стать    | До 15 років | 15-21 | 22-29 | 30-39 | 40-49 | 50-65 | 65-85 | Понад 85 |
| -------- | ----------- | ----- | ----- | ----- | ----- | ----- | ----- | -------- |
| Чоловіки | 6398        | 3350  | 3037  | 5048  | 4913  | 4965  | 3293  | 297      |
| Жінки    | 5951        | 2491  | 2370  | 4448  | 4590  | 4931  | 4227  | 733      |

## Суміжні округи
- Ессекс — північ
- Еддісон, Вермонт — північний схід
- Ратленд, Вермонт — схід
- Беннінґтон, Вермонт — південний схід
- Ренсселер — південь
- Саратога — південний захід
- Воррен — захід

## Виноски
1. ↑  U.S. Decennial Census. United States Census Bureau. Архів оригіналу за 19 липня 2018. Процитовано 8 січня 2015.
2. ↑  Historical Census Browser. University of Virginia Library. Архів оригіналу за 11 серпня 2012. Процитовано 8 січня 2015.
3. ↑  Population of Counties by Decennial Census: 1900 to 1990. United States Census Bureau. Архів оригіналу за 19 лютого 2015. Процитовано 8 січня 2015.
4. ↑  Census 2000 PHC-T-4. Ranking Tables for Counties: 1990 and 2000 (PDF). United States Census Bureau. Архів оригіналу (PDF) за 18 грудня 2014. Процитовано 8 січня 2015.
5. ↑  State & County QuickFacts. United States Census Bureau. Архів оригіналу за 19 лютого 2016. Процитовано 13 жовтня 2013.(англ.) Наведено за англійською вікіпедією.
6. ↑  American FactFinder. Бюро перепису населення США. Архів оригіналу за 26 лютого 2012. Процитовано 31 січня 2008.

| США | Це незавершена стаття з географії США. Ви можете допомогти проєкту, виправивши або дописавши її. |